# Río Sanzu

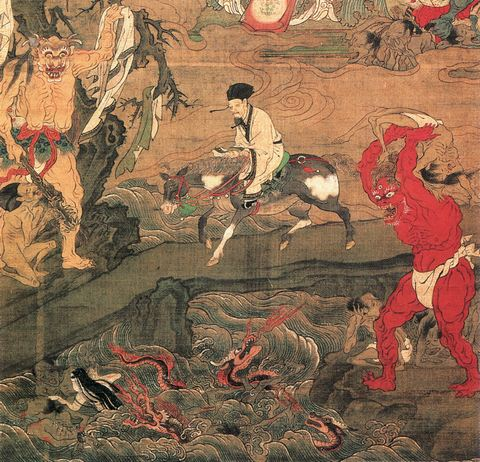
Representación del Río Sanzu.

El río Sanzu (三途の川Sanzu-no-kawa), o Río de los Tres Cruces, es una tradición y creencia religiosa de ultratumba en el budismo en Japón, similar al río Estigia del Occidente grecorromano.
Se cree que en el camino hacia el más allá, los muertos deben cruzar el río, por lo que los funerales japoneses incluyen la colocación de seis monedas en el ataúd del difunto.
Se cree popularmente que el río Sanzu se encuentra en el Monte Osore, una región desolada y convenientemente remota del norte de Japón.
Tradicionalmente, se dice que la gente cruza el río en el séptimo día después de su muerte. Tiene tres puntos de cruce: un puente, un vado, y un lugar donde sólo hay aguas profundas infestadas de serpientes. El cruce del río depende del peso de los delitos que uno cometió en vida. Los que realizaron actos buenos en vida, cruzan por un puente adornado con siete piedras preciosas. Aquellos cuyos balance kármico del bien y del mal es relativamente parejo cruzan por el vado. Aquellos que han cometido un gran mal tienen que vadear a través de las aguas profundas infestadas de serpientes espantosas. En la otra orilla, un demonio masculino y un demonio femenino habitan bajo un gran árbol. La mujer, llamada Datsue-ba, priva a los muertos de sus ropas, y el varón, llamado Keneō, cuelga la ropa en una rama del árbol para determinar el peso de sus pecados.